# Dicyphini
Los dicyfinos, o Dicyphini, es una tribu de hemípteros heterópteros perteneciente a la familia Miridae.

## Subtribus
- Dicyphina
- Monaloniina
- Odoniellina